# Watervlooien (familie)
De watervlooien (Daphniidae) vormen een familie binnen de superorde Diplostraca.

## Kenmerken
Deze kleine, kreeftachtige dieren hebben geen duidelijke rompsegmenten, maar wel gevorkte en geveerde antennen voor de voortbeweging. De lichaamslengte bedraagt 3 mm.

## Leefwijze
Deze dieren bewegen zich schokkerig voort in plassen en meren en zijn een belangrijke voedselbron voor vissen.

## Voortplanting
Ze kennen een heel snelle voortplanting. Uit onbevruchte eieren worden 40 tot 50 jongen geboren in een tijdsbestek van 12 dagen. Deze cyclus herhaalt zich.

## Geslachten
- Ceriodaphnia Dana, 1853
- Daphnia O.F. Müller, 1785
- Scapholeberis Schoedler, 1858
- Simocephalus Schoedler, 1858

## In Nederland waargenomen soorten
- Genus: Ceriodaphnia
  - Ceriodaphnia affinis
  - Ceriodaphnia laticaudata
  - Ceriodaphnia megops
  - Ceriodaphnia pulchella
  - Ceriodaphnia quadrangula
  - Ceriodaphnia reticulata
  - Ceriodaphnia rotunda
  - Ceriodaphnia setosa
- Genus: Daphnia
  - Daphnia ambigua
  - Daphnia atkinsoni
  - Daphnia cristata
  - Daphnia cucullata
  - Daphnia curvirostris
  - Daphnia galeata
  - Daphnia hyalina
  - Daphnia longiremis
  - Daphnia longispina
  - Daphnia magna
  - Daphnia obtusa
  - Daphnia parvula
  - Daphnia pulex
  - Daphnia pulicaria
  - Daphnia rosea
  - Daphnia schoedleri
- Genus: Scapholeberis
  - Scapholeberis mucronata
- Genus: Simocephalus
  - Simocephalus congener
  - Simocephalus exspinosus
  - Simocephalus vetulus